# Kollegial produktion baserad på allmännytta

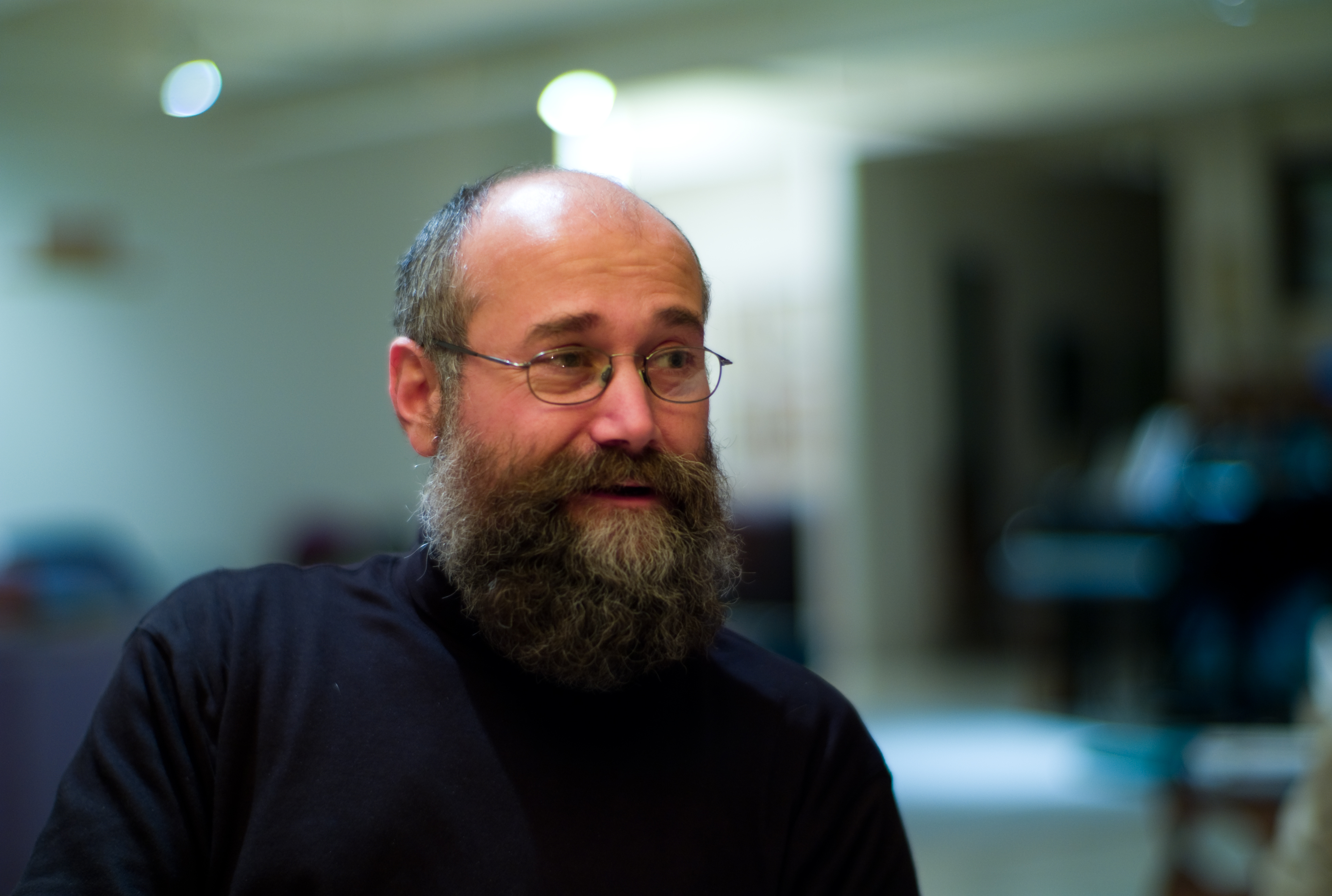
Yochai Benkler, som myntat begreppet.

Kollegial produktion baserad på allmännytta[källa behövs] (en. commons-based peer production) är ett begrepp som myntats av Yochai Benkler.

## Definition
Begreppet kollegial produktion baserad på allmännytta avser en ny produktionsmodell enligt vilken ett stort antal personers skaparkraft samordnas - oftast över Internet - för att resultera i stora och meningsfulla projekt, vanligtvis utan en traditionell hierarkisk organisation. Projekten är ofta, men inte alltid, tillkomna utan att deltagarna kompenseras ekonomiskt. 
Yochai Benkler skiljer kollegial produktion baserad på allmännytta från dels företagsproduktion med dess delegering av arbetsuppgifer enligt en centraliserad beslutsprocess och dels från marknadsbaserad produktion med dess olika prissättning av olika arbetsuppgifter som sporrar dem som är intresserade av att utföra en arbetsuppgift.
Begreppet definierades för första gången 2002 i Yochai Benklers essä "Coase's Penguin, or Linux and the Nature of the Firm" i Yale Law Review. I boken The Wealth of Networks 2006 vidareutvecklade Yochai Benkler begreppet.
Aaron Krowne definierar begreppet enligt följande:
| ”               | Kollegial produktion baserad på allmännytta avser varje samordnad och (huvudsakligen) internetbaserad ansträngning genom vilken frivilliga bidrar med projektkomponenter, och vid vilken det finns en process för att kombinera dessa komponenter till en enhetlig intellektuell produkt, från mjukvara till samlingar av kvantitativa data till dokument för läsning av människor (bruksanvisningar, böcker, uppslagsverk, översiktsartiklar, bloggar, tidskrifter och annat). | „ |
| – Aaron Krowne, | |   |

I sin bok Wikinomics: How Mass Collaboration Changes Everything, diskuterar Don Tapscott och Anthony D. Williams incentivemekanismen bakom kollegial produktion baserad på allmännytta. De skriver att "folk deltar i kollegiala produktionsgemenskaper både av en rad olika basala skäl och av egenintresse ... i grunden är det så att de som deltar i kollegiala produktionsgemenskaper älskar det. De känner sig upprymda över sina särskilda expertisområden och firar att de skapar något nytt och bättre."

## Exempel på projekt
- Linux, ett operativsystem
- Wikipedia, ett nätbaserat uppslagsverk
- Sourceforge, en organisation för mjukvaruutveckling
- OpenStreetMap, en nätbaserad fri världsatlas
- Ushahidi, en nätbaserad fri informationstjänst vid kriser